# 有銘琴絵
有銘 琴絵（ありめ ことえ、1977年2月24日 - ）は沖縄県沖縄市出身のパーソナリティ。

## 概略
血液型AB型、桜美林大学卒。2005年(平成17年)3月まではRBCiラジオのラジオカーレポーターをしていたが、帯番組を担当することになりラジオカーレポーターを卒業、パーソナリティとして活躍。
2010年3月、結婚および県外へ転居のため、すべての番組を降板すると公式ブログで発表。4月2日の番組を以て降板。
2011年5月より、FM長野と契約。
2018年4月より、FM長野と契約解除。

## 出演番組
FM軽井沢
- KARUIZAWA Smile Days(水：12:00 - 13:30 ）
- アリメ、佐久穂へ行く(最終金、翌週日曜再放送：16:48 - 17:00 ）

fmさくだいら
・ YOU GOTTA SOUND!! おつかれさんでGO!!あした（月 : 16:00 - 18:30）
・ 佐久平 DAYTIME STATION ラジオコンシェルジュ  (火 : 11:00 - 13:00)

## 過去の担当番組
RBCiラジオ
- プレミアムラウンジ（月 - 金：11:00 - 11:20）
- アペリティフストーリー（月 - 金：18:00 - 18:05）

前者は番組自体終了となり、後者は後任に引き継いだ。
FM長野
- Welcome!(金：11:30 - 12:50 ）
- 小諸もろもろスケッチ

FM軽井沢
・Resort Winds ～from軽井沢～(日：13:00 - 15:00 ）